# Paterno Iam Diu
 Paterno Iam Diu  è un'enciclica di papa Benedetto XV, datata 24 novembre 1919. Nell'enciclica si affronta il problema dell'infanzia nell'epoca successiva alla prima guerra mondiale: denunciate le condizioni desolate dei fanciulli specialmente nell'Europa centrale, il Papa invita tutti ad uno sforzo di carità e destina la somma di 100 000 lire alla beneficenza verso l'infanzia abbandonata. Sullo stesso tema il Papa scriverà anche l'enciclica Annus Iam Plenus.